# Фаворин, Эллен
Эллен Фаворин (настоящее имя: Эльза Фаворин; швед. Elsa (Ellen) Favorin; фин. Elsa (Ellen) Favorin; 31 декабря 1853, Инари, Улеаборгская губерния или Kuorevesi, Пирканмаа — 27 ноября 1919, Лохья, Уусимаа) — финская художница шведского происхождения.

## Биография
Родилась в 1853 году в обеспеченной семье. Сначала училась живописи в Гельсингфорсе (Хельсинки) и Стокгольме. Затем, для продолжения образования, отправилась в Дюссельдорф, Мюнхен, и, наконец, в Париж, где обучалась в Академии Жюлиана. Также совершила путешествие по Италии.
После возвращения в Великое княжество Финляндское нередко работала на плэнере на Аландских островах, став, таким образом, членом «колонии художников», основанной живописцем Виктором Вестерхольмом. В дальнейшем совершила ещё несколько путешествий, посетив такие страны, как Германия, Швейцария и Дания.
Эллен Фаворин никогда не выходила замуж и проживала в собственном доме в городе Лохья вместе со своей старшей сестрой, также незамужней, педагогом и автором учебников Ханной Фаворин, и холостым братом Альфредом. В 1919 году Эллен и её сестра Ханна погибли в своем доме во время пожара.
Как художница, Эллен Фаворин писала преимущественно пейзажи, несколько напоминающие по стилю работы её старшей современницы Фанни Курберг, которая, в свою очередь, положительно отзывалась о творчестве Фаворин.

## Галерея
- Весенний пейзаж, ок. 1900
- Пейзаж с озером
- Каменистое побережье
- Валуны у озера
- Осенний вечер
- Осенний пейзаж
- Ручей весной